# Mia sorella ed io
Mia sorella ed io è un libro autobiografico attribuito al filosofo e scrittore tedesco Friedrich Nietzsche.
Dopo la morte di Nietzsche, molti studiosi, tra cui Walter Kaufmann, hanno considerato quest'opera essere un falso letterario, anche se una piccola minoranza sostiene l'autenticità del libro.
È stato presumibilmente scritto nel 1889 o all'inizio del 1890, durante il soggiorno di Nietzsche in un manicomio a Turingia. Se fosse stato scritto da Nietzsche, Mia sorella ed io sarebbe un'opera autobiografica ed il suo ultimo lavoro, seguendo in ordine cronologico i suoi "biglietti della follia", scritti durante il lungo periodo di tempo del crollo mentale. Mia sorella ed io fa diversi ricorsi in grassetto e altrimenti non dichiarati essere biografici, in particolare per quanto riguarda un rapporto incestuoso tra Nietzsche e la sorella Elisabeth Förster-Nietzsche, così come una relazione clandestina con Cosima Wagner, la moglie del suo amico Richard Wagner. È scritto in uno stile che combina aneddoti e aforismi in modo simile ad altre opere di Nietzsche.

## Storia
Mia sorella ed io venne pubblicato per la prima volta nel 1951 dalla Boar's Head Books e distribuito dalla Seven Press Sirens a New York City. Insieme con le attribuzioni della paternità di Nietzsche, la traduzione dal tedesco all'inglese è stato accreditata ad Oscar Levy.
Il libro è stato subito legato al controverso editore Samuel Roth, proprietario della Seven Press Sirens, che aveva trascorso un periodo in prigione per la distribuzione illegale di una versione dell'Ulisse di James Joyce. Nella introduzione del libro, un editore anonimo dichiara di aver ricevuto il manoscritto da un detenuto compagno di Nietzsche a Turingia e di aver assunto Levy per tradurre il lavoro, solo per avere entrambi i manoscritti in tedesco ed in inglese, solo con il secondo superstite.
In una lettera di risposta, la figlia di Levy con veemenza ha negato il coinvolgimento di suo padre nel caso di Mia sorella e io. Anche se Kaufmann ha affermato in una nota nella sua biografia di Nietzsche di avere ricevuto una confessione nel 1965 da parte di un ghostwriter di nome David George Plotkin, nessun'altra nota di questa ammissione sembra essere esistente.

## Ricezione
Vari studiosi di Nietzsche, in generale, hanno adottato il parere di Kaufmann, che ha immediatamente identificato il libro come un falso in un articolo del 1952. Prove contro il libro citato sia da Kaufmann e commentatori successivi includono delle informazioni in ordine cronologico, ad esempio un riferimento a un incidente avvenuto nel 1898, riferimenti incongrui al marxismo e alla città di Detroit (globalmente sconosciuti nel tardo XIX secolo), una conoscenza apparentemente povera della filosofia e sessualizzato dal suo contenuto pulp.
Tuttavia, alcuni punti di vista minoritari ritengono il lavoro autentico. A partire dalla metà degli anni ottanta, alcuni articoli hanno incitato ad una sua rivalutazione, compresi i riferimenti a riviste più recentemente scoperti e lettere da Nietzsche e Cosima Wagner. Nell'edizione del 1990 dell'Amok Books furono ristampati molti articoli secondari in materia, tra cui una introduzione originale che chiedono una rivalutazione del libro.
Walter K. Stewart, anch'egli studioso di Nietzsche, nella sua monografia Nietzsche: Mia sorella ed io - A Critical Study, pubblicato nel 2007, sostiene l'originale e potenziale legittimità effettuando punto per punto l'analisi della recensione del libro di Kaufmann, che egli conclude con l'essere errata o imperfetta. Nel suo ulteriore esame del 2011] intitolato Friedrich Nietzsche, Mia sorella ed io: indagine, analisi, interpretazione, Stewart usa dirette analisi testuali per sostenere che chiunque abbia scritto Mia sorella ed io aveva una conoscenza intima (forse anche diretta) di ogni aspetto della vita di Nietzsche e della sua prospettiva, tale che Stewart teorizzò che potesse trattarsi di qualcuno che conosceva personalmente Nietzsche molto bene.